# Ceratodus
Ceratodus (en griego "diente de cuerno") es un género extinto de sarcopterigios, del grupo de los peces pulmonados. La evidencia fósil de este género se remonta hasta el Triásico Medio, hace unos 228 millones de años. Un amplio rango de especies fósiles de diferentes épocas han sido encontrados alrededor del mundo en países como Estados Unidos, Argentina, Inglaterra, Alemania, Egipto, Madagascar, China y Australia.
Se cree que Ceratodus se extinguió en algún momento alrededor del principio de la etapa del Maastrichtiense del Cretácico Superior, hace 70 millones de años. Se considera que el pariente vivo más cercano de Ceratodus es el pez pulmonado de Queensland, Neoceratodus forsteri, cuyo nombre de género precisamente significa "nuevo Ceratodus" en griego.

## Especies
- Ceratodus latissimus Agassiz, 1837† (especie tipo)
- Ceratodus africanus Haug, 1905†
- Ceratodus cruciferus Cope, 1876†
- Ceratodus felchi Kirkland, 1987†
- Ceratodus frazieri Ostrom, 1970†
- Ceratodus guentheri Marsh, 1878† (movido a Potamoceratodus en 2010 por Pardo et al.)
- Ceratodus gustasoni Kirkland, 1987†
- Ceratodus hieroglyphus Cope, 1876†
- Ceratodus humei Priem, 1914†
- Ceratodus robustus Knight, 1898†
- Ceratodus szechuanensis Young, 1942†

## Galería

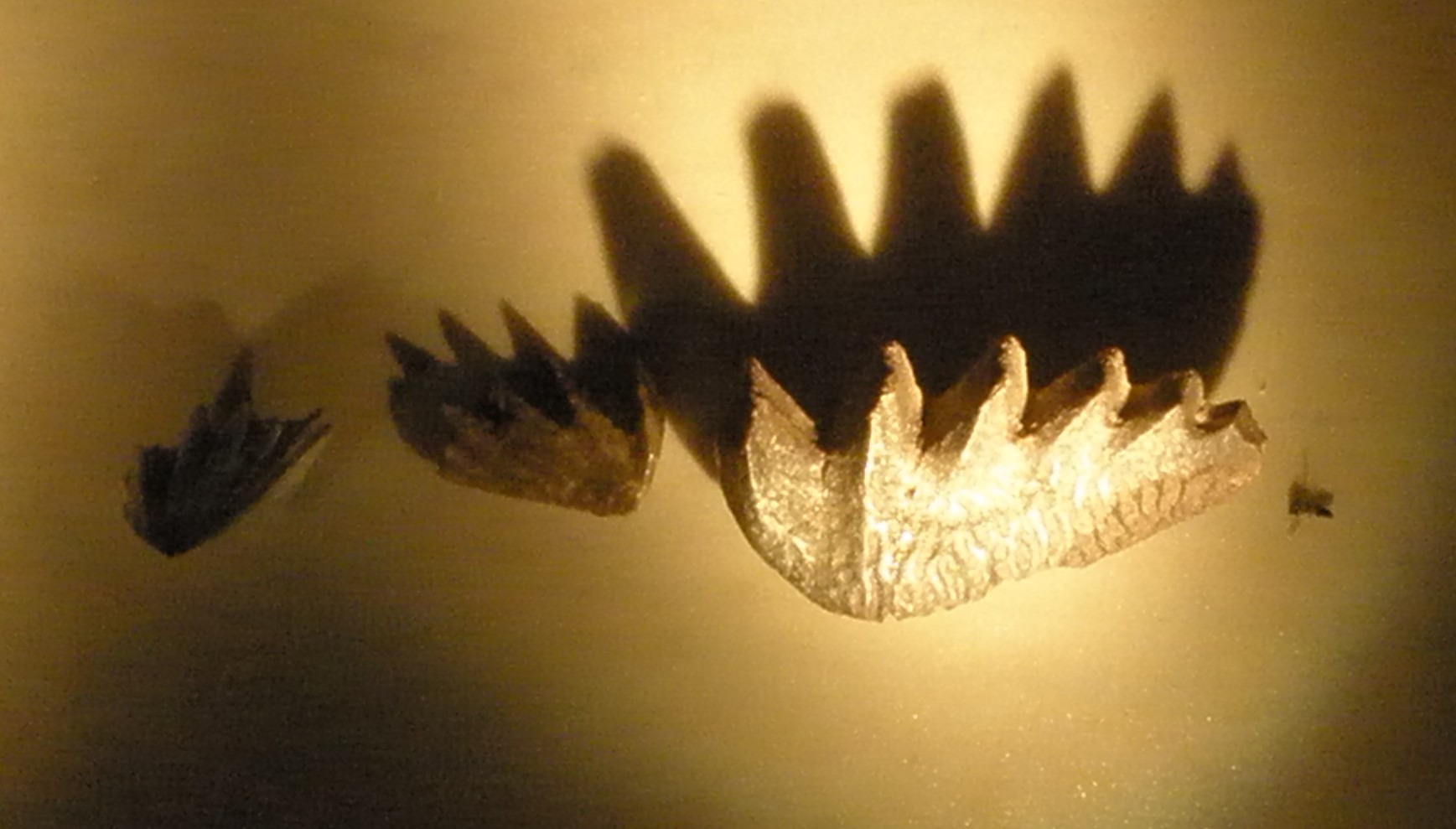
Placas dentales de Ceratodus.
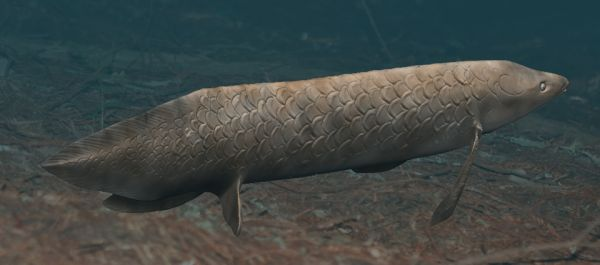
Ceratodus